# Bozgüney, Tufanbeyli
Bozgüney là một thị trấn thuộc huyện Tufanbeyli, tỉnh Adana, Thổ Nhĩ Kỳ. Dân số thời điểm năm 2009 là 1.547 người.